# Gramova–Schmidtova ortogonalizace
Gramův-Schmidtův proces neboli Gramova-Schmidtova ortogonalizace (nesprávně Gram-Schmidtova ortogonalizace) je metoda, která v daném unitárním prostoru (neboli vektorovém prostoru se skalárním součinem) umožňuje pro zadanou konečnou množinu vektorů nalézt ortonormální bázi podprostoru jimi generovaného.

## Algoritmus
Uvažujme pro jednoduchost {\displaystyle \mathbb {R} ^{m}} reálný lineární vektorový prostor sloupcových vektorů o {\displaystyle m} složkách (se standardním skalárním součinem). Nechť {\displaystyle a_{1},\ldots ,a_{n}\in \mathbb {R} ^{m}} jsou, opět pro jednoduchost, lineárně nezávislé, tedy {\displaystyle n\leq m}. Úkolem je nalézt ortonormální bázi {\displaystyle q_{1},\ldots ,q_{n}} {\displaystyle n}-rozměrného podprostoru {\displaystyle \mathbb {R} ^{m}}, který vektory {\displaystyle a_{i}} generují; má tedy platit
{\displaystyle \mathrm {span} \{a_{1},\ldots ,a_{n}\}=\mathrm {span} \{q_{1},\ldots ,q_{n}\},\qquad \langle q_{k},q_{j}\rangle =q_{j}^{T}q_{k}=\delta _{k,j}}
kde {\displaystyle \mathrm {span} } značí lineární obal množiny v závorce.
Algoritmus danou sadu vektorů prochází postupně přičemž v každém kroku vygeneruje nový vektor hledané báze. Omezíme-li se pouze na první vektor, a protože požadujeme aby {\displaystyle \|q_{1}\|=1}, musí platit
{\displaystyle a_{1}=q_{1}r_{1,1},\qquad {\text{kde}}\quad r_{1,1}=\|a_{1}\|_{2},}
a dostáváme vztah pro výpočet prvního vektoru ortonormální báze {\displaystyle q_{1}=a_{1}/\|a_{1}\|_{2}}. Protože {\displaystyle a_{2}} je lineárně nezávislý na {\displaystyle a_{1}} a tedy i na {\displaystyle q_{1}}, můžeme ho vyjádřit jako
{\displaystyle a_{2}=q_{1}r_{1,2}+q_{2}r_{2,2},}
kde {\displaystyle q_{2}} je nějaký nový vektor takový, že {\displaystyle q_{1}^{T}q_{2}=0,\;\|q_{2}\|_{2}=1}. Po pronásobení předchozího vztahu {\displaystyle q_{1}^{T}} zleva,
{\displaystyle q_{1}^{T}a_{2}=q_{1}^{T}q_{1}r_{1,2}+q_{1}^{T}q_{2}r_{2,2}=r_{1,2}}
(připomeňme, že {\displaystyle q_{1}^{T}q_{1}=\|q_{1}\|_{2}^{2}=1}), dostaneme vztah pro výpočet {\displaystyle r_{1,2}} (ortogonalizační koeficient; tj. velikost projekce {\displaystyle a_{2}} do směru {\displaystyle q_{1}}). Protože známe {\displaystyle a_{2},\,q_{1},\,r_{1,2}} dostáváme
{\displaystyle a_{2}-q_{1}r_{1,2}=q_{2}r_{2,2},\qquad {\text{kde}}\quad r_{2,2}=\|a_{2}-q_{1}r_{1,2}\|_{2}}
je norma zbytku vektoru {\displaystyle a_{2}} po ortogonalizaci proti {\displaystyle q_{1}}. Všimněme si, že po dosazení za {\displaystyle r_{1,2}} dostáváme
{\displaystyle a_{2}-q_{1}q_{1}^{T}a_{2}=(I_{m}-q_{1}q_{1}^{T})a_{2}=q_{2}r_{2,2},\qquad {\text{kde matice}}\quad (I_{m}-q_{1}q_{1}^{T})}
není nic jiného, než ortogonální projektor do ortogonálního doplňku {\displaystyle \mathrm {span} \{q_{1}\}^{\perp }} lineárního obalu vektoru {\displaystyle q_{1}} v {\displaystyle \mathbb {R} ^{m}}.
Tento postup lze zřejmě opakovat do vyčerpání všech vektorů {\displaystyle a_{k}}.
Algoritmicky zapsáno:
00: vstup {\displaystyle a_{1},\ldots ,a_{n}}
01: {\displaystyle r_{1,1}:=\|a_{1}\|_{2}}
02: {\displaystyle q_{1}:=a_{1}/r_{1,1}}
03: for {\displaystyle k:=2,\ldots ,n}
04:     {\displaystyle p:=a_{k}}
05:     for {\displaystyle j:=1,\ldots ,k-1}
06:        {\displaystyle r_{j,k}:=q_{j}^{T}p=\langle p,q_{j}\rangle }
07:     end
08:     for {\displaystyle j:=1,\ldots ,k-1}
09:        {\displaystyle p:=p-q_{j}r_{j,k}}
10:     end
11:     {\displaystyle r_{k,k}:=\|p\|_{2}}
12:     {\displaystyle q_{k}:=p/r_{k,k}}
13: end
Tato varianta algoritmu se nazývá klasický Gramův-Schmidtův algoritmus (CGS) a je novější než varianta původní, dnes zvaná modifikovaný Gramův-Schmidtův algoritmus (MGS). MGS získáme z výše popsaného CGS prostým vypuštěním řádků 07 a 08, tedy, spojením obou vnitřních cyklů.

## Varianty algoritmu a jejich chování
Oba algoritmy CGS i MGS jsou matematicky ekvivalentní, jejich reálné implementace mají výrazně odlišné chování.
CGS algoritmus je výrazně paralelní. Výpočet první vnitřní smyčky (tj. výpočet koeficientů {\displaystyle r_{j,k}}) lze provádět nezávisle pro jednotlivá {\displaystyle j}; tedy, jednotlivá {\displaystyle r_{j,k}} mohu počítat na různých procesorech, jejich výpočet se neovlivňuje, nezávisí na sobe a může probíhat paralelně. Zatímco MGS je z tohoto pohledu sekvenční.
Na druhou stranu výpočet pomocí MGS je numericky výrazně stabilnější než výpočet pomocí CGS, kde může, vlivem zaokrouhlovacích chyb, dojít k úplné ztrátě ortogonality mezi vektory {\displaystyle q_{1},\ldots ,q_{n}}.
Označíme-li {\displaystyle Q_{k}=[q_{1},\ldots ,q_{k}]\in \mathbb {R} ^{m\times k},\;Q_{k}^{T}Q_{k}=I_{k}}, lze vztah pro ortogonalizaci vektoru {\displaystyle a_{k+1}} psát pomocí projektorů dvěma matematicky ekvivalentními způsoby
{\displaystyle p:=(I_{m}-Q_{k}Q_{k}^{T})a_{k+1}=(I_{m}-q_{k}q_{k}^{T})\ldots (I_{m}-q_{2}q_{2}^{T})(I_{m}-q_{1}q_{1}^{T})a_{k+1}.}
První projekce odpovídá výpočtu pomocí CGS, druhá postupná výpočtu pomocí MGS. Je zřejmé že CGS ortogonalizace (projekce) se počítá paralelně do všech směrů najednou, kdežto sekvenční ortogonalizace (projekce) MGS umožňuje v {\displaystyle j}-tém kroku částečně eliminovat chyby vzniklé zaokrouhlováním v předchozích krocích {\displaystyle (j-1),\ldots ,2,1}.
Řešením v praxi používaným bývá tzv. klasický Gramův-Schmidtův algoritmus s iteračním zpřesněním (ICGS), který obsahuje dvě vnitřní smyčky jako CGS (je tedy paralelizovatelný), ale obě smyčky se provedou dvakrát (čímž se výrazně zlepší numerické vlastnosti, ztráta ortogonality mezi vektory {\displaystyle q_{i}} je pak dokonce menší než u MGS).

### Ztráta ortogonality
Nechť {\displaystyle {\hat {Q}}_{n}} je matice vektorů spočtených pomocí některé varianty Gramova-Schmidtova algoritmu v počítači se standardní konečnou aritmetikou s plovoucí řádovou čárkou, tj. {\displaystyle {\hat {Q}}_{n}=Q_{n}+E_{n}\approx Q_{n}} a {\displaystyle {\hat {Q}}_{n}^{T}{\hat {Q}}_{n}\approx I_{n}}. Veličina
{\displaystyle \|{\hat {Q}}_{n}^{T}{\hat {Q}}_{n}-I_{n}\|_{2}}
se nazývá ztráta ortogonality a je jednou z klíčových veličin sloužících k posouzení kvality spočtené ortonormální báze.
Uvažujme tzv. Lauchliho matici
{\displaystyle A=\left[{\begin{array}{ccc}1&\ldots &1\\\rho &&0\\&\ddots &\\0&&\rho \end{array}}\right]\in \mathbb {R} ^{(n+1)\times n},\qquad n=20,\;\rho =10^{-7},\;\kappa _{2}(A)\approx 4.47\times 10^{7},}
kde {\displaystyle \kappa _{2}(A)} je podmíněnost matice {\displaystyle A}.
Uvažujeme-li standardní aritmetiku se strojovou přesností {\displaystyle \epsilon _{M}\approx 2.22\times 10^{-16}} (double), pak ztráta ortogonality odpovídající jednotlivým výše zmíněným algoritmům aplikovaným na danou Lauchliho matici, je ve druhém sloupci následující tabulky. Ve třetím sloupci je obecný vztah platný pro libovolnou matici {\displaystyle A}
| Algoritmus | Ztráta ortogonality (Lauchliho matice) | Ztráta ortogonality (obecně)                    |
| ---------- | -------------------------------------- | ----------------------------------------------- |
| CGS        | {\displaystyle 2.2\times 10^{-2}}      | {\displaystyle \kappa _{2}^{2}(A)\epsilon _{M}} |
| MGS        | {\displaystyle 2.2\times 10^{-9}}      | {\displaystyle \kappa _{2}(A)\epsilon _{M}}     |
| ICGS       | {\displaystyle 2.4\times 10^{-16}}     | {\displaystyle \epsilon _{M}}                   |

## Vztah Gramova-Schmidtova algoritmu a QR rozkladu
Srovnáním sloupcových vektorů {\displaystyle a_{k},\;q_{j}} a koeficientů {\displaystyle r_{j,k}} do matic,
{\displaystyle A=[a_{1},\ldots ,a_{n}],\quad Q=[q_{1},\ldots ,q_{n}]\in \mathbb {R} ^{m\times n},\quad R=\left[{\begin{array}{cccc}r_{1,1}&r_{1,2}&\ldots &r_{1,n}\\0&r_{2,2}&\ldots &r_{2,n}\\\vdots &\ddots &\ddots &\vdots \\0&\ldots &0&r_{n,n}\end{array}}\right]\in \mathbb {R} ^{n\times n},}
kde {\displaystyle Q^{T}Q=I_{n}} a {\displaystyle R} je čtvercová regulární matice dostáváme
{\displaystyle A=QR}
tedy QR rozklad matice {\displaystyle A} (pro ověření stačí porovnat {\displaystyle k}-tý sloupec rovnosti, tedy {\displaystyle a_{k}} s {\displaystyle k}-tým sloupcem součinu {\displaystyle QR}).

## Ortogonální polynomy
Gramův-Schmidtův algoritmus lze aplikovat na prvky libovolného prostoru se skalárním součinem. Uvažujeme například prostor polynomů {\displaystyle {\mathcal {P}}(a,b)} se skalárním součinem
{\displaystyle \langle p(x),q(x)\rangle _{w}=\int _{a}^{b}p(x)q(x)w(x)dx},
kde {\displaystyle w(x)} je nějaká váhová funkce. Aplikací Gramova-Schmidtova algoritmu na sadu vektorů (polynomů) {\displaystyle 1,x,x^{2},\ldots ,x^{n-1}} (v tomto pořadí) dostáváme, pro vhodně volené {\displaystyle a,\,b} a váhovou funkci {\displaystyle w(x)} libovolnou sadu ortogonálních polynomů (normalizovanou vzhledem k normě indukované daným skalárním součinem).
Pro {\displaystyle a=-1,\,b=1,\,w(x)=1} Gramův-Schmidtův algoritmus generuje Legenderovy polynomy,
pro {\displaystyle a=-1,\,b=1,\,w(x)=(1-x^{2})^{-1/2}} dostaneme Čebyševovy polynomy prvního druhu,
atd.